# Olympische Sommerspiele 1936/Gewichtheben – Leichtgewicht (Männer)
Das Gewichtheben im Leichtgewicht bei den Olympischen Sommerspielen 1936 in Berlin wurde am 2. August in der Deutschlandhalle ausgetragen.

## Wettkampfformat
Die Athleten traten im sogenannten Dreikampf gegeneinander an. Dieser bestand aus den Disziplinen Drücken, Reißen und Stoßen. Jeder Athlet hatte für jede der drei Disziplinen drei Versuche, der beste Versuch einer jeden Disziplin wurde gewertet und mit den anderen addiert. Sieger war der Athlet, welcher hieraus das meiste Gesamtgewicht vorweisen konnte.

## Neue Rekorde
Während des Wettkampfs wurde von zwei Athleten ein neuer Weltrekord aufgestellt.
| Weltrekord | Dreikampf | Robert Fein ( Österreich) | 342,5 kg |
| Weltrekord | Dreikampf | Anwar Misbah ( Ägypten)   | 342,5 kg |

## Ergebnisse
| Rang | Athlet          | Nation             | Kgw. | Drücken (kg) | Drücken (kg) | Drücken (kg) | Drücken (kg) | Reißen (kg) | Reißen (kg) | Reißen (kg) | Reißen (kg) | Stoßen (kg) | Stoßen (kg) | Stoßen (kg) | Stoßen (kg) | Gesamt (kg) |
| Rang | Athlet          | Nation             | Kgw. | 1            | 2            | 3            | Erg.         | 1           | 2           | 3           | Erg.        | 1           | 2           | 3           | Erg.        | Gesamt (kg) |
| ---- | --------------- | ------------------ | ---- | ------------ | ------------ | ------------ | ------------ | ----------- | ----------- | ----------- | ----------- | ----------- | ----------- | ----------- | ----------- | ----------- |
| 1    | Robert Fein     | Österreich         | 66,7 | 97,5         | 102,5        | 105,0        | 105          | 100,0       | 100,0       | 105,0       | 100,0       | 130,0       | 135,0       | 137,5       | 137,5       | 342,5 WR    |
| 1    | Anwar Misbah    | Ägypten            | 66,1 | 87,5         | 92,5         | -            | 92,5         | 92,5        | 100,0       | 105,0       | 105,0       | 132,5       | 142,5       | 145,0       | 145,0       | 342,5 WR    |
| 3    | Karl Jansen     | Deutsches Reich    | 66,6 | 87,5         | 95,0         | 97,5         | 95,0         | 95,0        | 100,0       | 100,0       | 100,0       | 125,0       | 132,5       | 137,5       | 132,5       | 327,5       |
| 4    | Karl Schwitalle | Deutsches Reich    | 66,5 | 90,0         | 95,0         | 97,5         | 95,0         | 95,0        | 100,0       | 100,0       | 100,0       | 120,0       | 127,5       | 130,0       | 127,5       | 322,5       |
| 5    | John Terpak     | Vereinigte Staaten | 67,0 | 92,5         | 97,5         | 100          | 97,5         | 95,0        | 100,0       | -           | 100,0       | 125,0       | 125,0       | 132,5       | 125,0       | 322,5       |
| 6    | Sayed Masoud    | Ägypten            | 67,4 | 85,0         | 90,0         | 92,5         | 90,0         | 100,0       | 105,0       | 105,0       | 100,0       | 125,0       | 130,0       | 132,5       | 132,5       | 322,5       |
| 7    | René Duverger   | Frankreich         | 66,6 | 90,0         | 95,0         | 97,5         | 97,5         | 95,0        | 95,0        | 100,0       | 95,0        | 120,0       | 120,0       | 125,0       | 125,0       | 317,5       |
| 8    | Bob Mitchell    | Vereinigte Staaten | 59,0 | 85,0         | 90,0         | 90,0         | 85,0         | 97,5        | 105,0       | 105,0       | 97,5        | 120,0       | 130,0       | 130,0       | 130,0       | 312,5       |
| 9    | Rudolf Troppert | Österreich         | 67,3 | 77,5         | 82,5         | 85,0         | 82,5         | 95,0        | 95,0        | 100,0       | 95,0        | 125,0       | 130,0       | 130,0       | 125,0       | 302,5       |
| 10   | Gastone Pierini | Königreich Italien | 66,8 | 87,5         | 92,5         | 95,0         | 95,0         | 87,5        | 87,5        | 90,0        | 90,0        | 115,0       | 120,0       | 120,0       | 115,0       | 300,0       |
| 11   | Peeter Mürk     | Estland            | 66,8 | 70,0         | 75,0         | 77,5         | 75,0         | 90,0        | 95,0        | 95,0        | 95,0        | 115,0       | 120,0       | 120,0       | 115,0       | 285,0       |
| 12   | Jens Björklund  | Schweden           | 67,0 | 82,5         | 87,5         | 87,5         | 82,5         | 85,0        | 85,0        | 85,0        | 85,0        | 110,0       | 115,0       | 120,0       | 115,0       | 282,5       |
| 13   | Antonín Balda   | Tschechoslowakei   | 67,0 | 80,0         | 85,0         | 85,0         | 80,0         | 90,0        | 90,0        | 95,0        | 90,0        | 110,0       | 110,0       | 110,0       | 110,0       | 280,0       |
| 14   | Henri Blanc     | Schweiz            | 67,4 | 75,0         | 82,5         | 82,5         | 82,5         | 80,0        | 90,0        | 90,0        | 80,0        | 110,0       | 115,0       | 120,0       | 115,0       | 277,5       |
| 15   | Alfred Griffin  | Großbritannien     | 64,0 | 82,5         | 82,5         | 87,5         | 87,5         | 80,0        | 80,0        | 82,5        | 82,5        | 105,0       | 105,0       | 105,0       | 105,0       | 275,0       |
| 16   | Own Kongding    | China              | 66,7 | 72,5         | 77,5         | 80,0         | 77,5         | 75,0        | 85,0        | 85,0        | 75,0        | 100,0       | 100,0       | 100,0       | o.g.V.      | 152,5       |